# Pic de Quartiules
El Pic de Quartiules és una muntanya de 2.226 metres que es troba entre els termes municipals d'Alt Àneu (a l'antic terme de Jou), d'Espot i d'Esterri d'Àneu, a la comarca del Pallars Sobirà.
Està situat a l'extrem de llevant de la Serra del Pago i a l'extrem nord-oest del Serrat de Sant Jaume.

## Rutes
La ruta d'ascens al pic de Quartiules des del refugi del Pla de la Font és de dificultat baixa i el temps d'ascens i descens no s'allarga més d'una hora i mitja. S'inicia la ruta des del refugi en direcció sud fins al coll de Fogueruix (2.107,5), posteriorment se segueix per la carena en direcció est fins a assolir el pic de Quartiules. En total, s'afronta un desnivell de 211 m.
Una altra ruta possible és sortint des d'Espot. Es pren el camí que porta a Sant Maurici però a uns 1700 metres d'alçada es pren el camí que porta al coll de Fogueruix. El camí s'enfila força. Són uns 800 metres de desnivell des d'Espot seguint la ruta dels Camins Vius. Està marcat tot el recorregut amb marques de GR.